# Lapitch, le petit cordonnier
Pour série télévisée d'animation, voir Lapitch, le petit cordonnier (série télévisée d'animation).
Pour le personnage de fiction, voir Lapitch.
Pour plus de détails, voir Fiche technique et Distribution.
Lapitch, le petit cordonnier (Čudnovate zgode šegrta Hlapića, littéralement : Les étranges aventures de Hlapić l'apprenti), est un film d'animation croate du studio Croatia Film, réalisé par Milan Blažeković, sorti en 1997 en Croatie. Il est adapté du roman d'Ivana Brlić-Mažuranić.
En France, il est distribué en vidéocassette par TF1 Vidéo depuis le 5 août 1997 et s'est vendu à plus de 300 000 exemplaires.
Lapitch, le petit cordonnier sort le 23 juin 1997 en Croatie et devient le film croate le plus rentable avec plus de 355 000 entrées. Il est à ce jour le plus grand succès public du cinéma croate. Le succès international que remporte le film conduit le studio Croatia Film à réaliser en 2002 une série animée pour la télévision : Lapitch, le petit cordonnier.
Le film a été nommé aux Oscars en 1997 dans la catégorie du Oscar du meilleur film d'animation étranger.

## Synopsis
Lapitch est une petite souris orpheline qui travaille dans une petite ville comme apprenti du grand cordonnier M. Ronchon et de sa bienveillante épouse. Son chien, Boundash, lui tient compagnie quand il est seul. Un jour, Mr Ronchon  reçoit une visite du maire et de son fils ; Lapitch doit s'assurer que les bottes du porcelet sont à la bonne taille. Quand l'intéressé essaye de les enfiler, les choses ne se passent pas de la meilleure des manières, et le maire et son fils partent pour de bon. Lapitch essaye de faire comprendre à son maître que ce n'était pas sa faute, mais Mr Ronchon, furieux, blâme comme toujours son petit apprenti de son erreur. Après que Lapitch s'est fait sermonné, Mme Ronchon arrive et présente ses excuses pour le mauvais comportement de son mari. Tandis qu'il range, elle dit à la jeune souris qu'il fut un temps où elle et son mari étaient heureux. Lapitch veut savoir pourquoi ; la maîtresse promet de le lui dire quand il sera plus âgé.
La nuit, Lapitch écrit une lettre aux Ronchon, et quitte la maison avec aux pieds les chaussures du fils du maire. Bien que Lapitch ait dit au revoir à Boundash, le chien le rejoint le lendemain. Par la suite, les deux compères rencontrent un jeune écureuil du nom de Marco qui vit dans une maison avec une étoile bleue sur les murs, et l'aident à rattraper ses oies qui se sont égarées. Le soir venu, la mère de Marco les remercie en servant un dîner succulent. Un raton laveur maladroit, Grégory, écoute clandestinement la conversation du groupe. Entendant parler d'un trésor stocké à l'intérieur de leur maison, il court en informer son patron, Rat Garou.
Le matin, Lapitch et Boundash font leurs adieux aux écureuils. La route ne se fait toutefois pas sans heurt : un orage s'abat sur eux, et ils doivent trouver un abri. Ils arrivent sous un vieux pont et y rencontrent Rat Garou en personne, qui accepte de les accueillir sous son pont. À cause de Rat Garou, connu comme le « roi des enfers », Lapitch se réveille et voit que ses bottes ont disparu.
Bientôt, il rencontre Lisa, une autre souris orpheline, et son perroquet Papagalo. Tous les deux sont venus d'un cirque car le Monsieur Loyal les maltraitaient et les avaient abandonnés. Pendant leur voyage, les deux souris et leurs animaux de compagnie rencontrent la mère de Grégory et ils aident celle-ci à fendre ses bûches. S'inquiétant du mauvais comportement de son fils, la mère de Grégory donne à Lapitch une pièce en argent pour leur porter chance. Rat Garou donnera plus tard la pièce à Gregory. Le groupe s'associe à quelques villageois pour éteindre un feu, mais les villageois suspectent Grégory d'un récent vol. En outre, le groupe rencontre Yana, un phacochère pauvre ressemblant à un chat, dont les pouvoirs magiques donnent à Lapitch le courage de faire face à Rat Garou.
Après quoi la troupe arrive au cirque. Lisa distrait les patrons d'un manège. La nuit tombée, elle retrouve son cheval, Blanca, après avoir entendu son hennissement. Mais une mauvaise surprise attend nos amis car ils apprennent que Rat Garou a conclu un marché avec le Monsieur Loyal du cirque de Lisa : se rendre à la maison de Marco avec un cheval rapide, et voler le coffre de famille. Lapitch et ses amis décident alors de mettre un terme aux agissements de Rat Garou.
Plus tard, ils rencontrent M. Ronchon, que Grégory vient juste de sauver. M. Ronchon leur dit qu'on l'avait détroussé et attaché en haut d’un arbre depuis deux jours. Ils se mettent tous en route pour en finir une bonne fois pour toutes avec Rat Garou. Grégory leur apporte son aide, mais son patron l'attache et le met à l'écart. C'est un Lapitch déterminé, guidé par Yana et ses sages conseils, qui vient finalement affronter Rat Garou : Exaspéré, Rat Garou se rue avec son cheval sur la petite souris pour la piétiner. Au dernier moment, un coup de foudre frappe le harnais ; le rat et son chariot tombent dans le vide de la falaise. Le ciel se dégage sur nos amis victorieux. Puis, Lisa apprivoise le cheval noir de Rat Garou, et le donne à Grégory, qui promet d'agir honnêtement désormais.
Le jour suivant, Lapitch, Lisa et les autres arrivent à la maison de Marco, où la mère de ce dernier leur montre le trésor de la famille ; elle reçoit également la pièce de monnaie de Grégory. Quand ils partent, ils rencontrent le père de Marco, parti depuis longtemps travailler dans une terre lointaine.
De retour à la maison, Mme Ronchon est enchantée de revoir à nouveau tout le monde : le chien Boundash, M. Ronchon, Lapitch et Lisa. Puis elle et son mari identifient finalement Lisa, la souris orpheline du cirque, comme étant leur unique enfant. Heureux, M. Ronchon joue du violon, et tout le monde se met à danser. Par la suite, les Ronchon rallument leur amitié, et les habitants de la ville célèbrent avec eux. Lapitch devient bientôt le cordonnier le plus respecté qu'ils aient jamais connu.

## Personnages
- Lapitch : la souris, héros de ce dessin animé. Orphelin, il est apprenti cordonnier.
- Mr Ronchon : une souris moustachue. Il est le maître de Lapitch.
- Rat Garou : le rat, le méchant du film. Il est le chef d'une bande de voleurs très cruels.
- Lisa : la souris, l'amie de Lapitch, orpheline comme lui. Elle travaille dans un cirque.
- Boundash : le chien de Lapitch.
- Papagalo : le perroquet de Lisa.
- Marco : un écureuil. C'est le premier personnage que Lapitch et Boundash rencontreront.
- Grégory : le raton laveur. Il avait aidé Rat Garou, toutefois, il devient gentil vers le milieu du film.
- Yana : une vieille dame dont on ne sait pas quel type d'animal elle est. Elle a l'air d'un phacochère ressemblant à un chat. Yana est importante car elle possède des pouvoirs magiques qui permettent à Lapitch de défier Rat Garou.

## Fiche technique
- Titre français : Lapitch, le petit cordonnier
- Titre original : Čudnovate zgode šegrta Hlapića
- Réalisation : Milan Blažeković
- Scénario : Milan Blažeković, Pajo Kanizaj, Zoran Budak, Gordana Hajni et Vjekoslav Radilovic, d'après le roman éponyme d'Ivana Brlić-Mažuranić (1913)
- Création graphique des personnages : Milan Blažeković
- Animation : Tomislav Franin, Marijan Loncar, Elizabeta Abramovic, Zvonimir Delac, Ivan Cacic, Katarina Haluzan, Dario Kukic, Blazenko Karesin, Vjekoslav Radilovic, Turido Paus, Leopold Fabiani, Jurinko Rajic, Zeljko Kolaric, Damir Jurisic, Alan Sporcic, Nenad Papic, Stjepan Bartolic, Kresimir Mesic et Stevan Sinik
- Décors : Srdjan Matic, Branko Varadin et Sanja Kolaj
- Montage : Mirna Supek-Janjic
- Musique : Dusko Mandic et Hermann Weindorf
- Production : Zeljko Zima et MarieLine Petrequin
- Producteurs exécutifs : Suzana Kijuk, Steffen Diebold et Thomas Haffa
- Société de production : Croatia Film
- Pays d'origine : Croatie
- Format : couleurs (Eastmancolor) - Format 35 mm - format d'image : 1.37:1 - son : Dolby
- Durée : 83 minutes
- Dates de sortie :
  - Croatie : 23 juin 1997 (cinéma)
  - France : 5 août 1997 (directement en vidéo)

## Distribution

### Voix originales
- Ivan Gudeljević : Lapitch (Šegrt Hlapić)
- Maja Rožman : Lisa (Gita)
- Pero Juričić : Boundash (Bundaš)
- Tarik Filipović : Papagalo (Amadeus)
- Relja Bašić : Rat Garou (Crni Štakor)
- Vlado Kovačević : M. Ronchon (Majstor Mrkonja)
- Hrvoje Zalar : Grégorie (Grga)
- Zorko Sirotić : Marco (Marko)
- Ljiljana Gener : Yana (Jana)

### Voix françaises
- Donald Reignoux : Lapitch
- Naïke Fauveau : Lisa
- Philippe Bozo : Papagalo, Grégorie
- Daniel Beretta : Rat Garou
- Laurence Badie : Yana
- Patrice Dozier : M. Ronchon, un moissonneur
- Jane Val : Mme Ronchon, la mère de Marco

## Production
Laptich, le petit cordonnier est réalisé au studio Croatia Film entre 1991 et 1997 avec le soutien du Ministère de la culture. Le film a été réalisé au moment où l'industrie de l'animation croate fait face à la crise durant la Guerre d'indépendance croate. Pendant la production du film, l'équipe a utilisé un banc-titre remontant à 1938.
Le réalisateur Milan Blažeković avait auparavant travaillé sur plusieurs courts métrages d'animation et sur les épisodes de Professeur Balthazar pour Zagreb Film, avant de réaliser Peter et la Forêt magique en 1986 et sa suite Čarobnjakov šešir (littéralement, le chapeau magique) en 1990 pour le studio Croatia Film. Pour Lapitch, il a également été scénariste et créateur graphique des personnages.
Les personnages du livre d'Ivana Brlić-Mažuranić sont passés d'humains à animaux anthropomorphes. Ainsi, Laptich et Lisa deviennent des souris dans le film.

## Musique
La musique de la version originale a été composée par Duško Mandić, avec des chansons écrites par Pajo Kanižaj.
Pour la version internationale du film, l'Allemand Hermann Weindorf a travaillé sur la nouvelle musique et les nouvelles chansons, remplaçant le travail de Mandić.

## Distribution à l'étranger
Au début des années 1990, la Croatie vend le film à un distributeur allemand qui gomme le côté exotique de l’œuvre originale et l'adapte à son goût. Sur la vidéocassette que commercialise l'Allemagne, aucune mention n'est faite de l’œuvre d'origine, pas même le nom du réalisateur Milan Blažeković ni celui d'Ivana Brlić-Mažuranić, l’auteur du roman dont est tiré le film.
En 1997, le studio Croatia Film s'associe au studio allemand HaffaDiebold, filiale de Constantin Medien, et à la chaîne de télévision ProSieben afin de réaliser un nouveau montage du film à destination du marché international,. Plusieurs scènes sont modifiées et la fin est réécrite : cette nouvelle version a d'abord été synchronisée pour la zone germanophone, avant d'être vendue dans 70 territoires à travers le monde. La télévision suédoise TV1000 a été parmi les premières chaînes à diffuser la version de Haffa Diebold à la télévision, sous le titre Lapitch den lilla skomakaren. Pour la région anglophone, les voix ont été doublées au Canada à Vancouver, chez Coco Productions et Airwaves Sound Design ; Rainmaker Digital Pictures s'est occupé de la post-production. Dans cette version, l'actrice canadienne Cathy Weseluck prête sa voix à Lapitch.

## Sortie et accueil
Lapitch, le petit cordonnier sort le 23 juin 1997 en Croatie et devient le film croate le plus rentable avec plus de 355 000 entrées. Il est à ce jour le plus grand succès public du cinéma croate.

## Titre et doublage à l'étranger

### Pays anglophones
Le film a été commercialisé sous le titre Lapitch the Little Shoemaker, avec une nouvelle musique et chansons par Hermann Weindorf.
Voix anglaises
- Cathy Weseluck : Lapitch
- Andrea Libman : Lisa
- Janyse Jaud : Yana, Marco et la mère de Marco
- Terry Klassen : Rat Garou
- Ian James Corlett : Grégorie
- Jay Brazeau, Michael Dobson, Maxine Miller, Gerard Plunkett, Robert O. Smith : voix additionnelles

## Distinction
Le film a été nommé aux Oscars en 1997 dans la catégorie du Oscar du meilleur film d'animation étranger.